# المحشاش (السبرة)

تعديل مصدري - تعديل

المحشاش محلة تابعة لقرية رباط الاحزوم، التابعة لعزلة زبيد بمديرية السبرة إحدى مديريات محافظة إب في الجمهورية اليمنية.، بلغ تعداد سكانها 113 حسب تعداد اليمن لعام 2004.